# 青山学院大学の人物一覧
青山学院大学の人物一覧（あおやまがくいんだいがくのじんぶついちらん）は、青山学院大学に関係する人物の一覧記事。

## 在学生
- 小林瞭（メモリーアスリート）
- 延命杏咲実（タレント、元てれび戦士、元ラストアイドルメンバー）
- 小杉怜子（タレント）
- 鈴木心緒（タレント）
- 岡本結子リサ（ウェザーニュースLiVEキャスター）
- 高尾奏音（声優）

## 出身者

### 政治

#### 衆議院議員（現職）
- 高木毅 - 自民党所属（元復興大臣）
- 長坂康正 - 自民党所属（元経済産業副大臣、元内閣府副大臣）
- 中山展宏 - 自民党所属（国土交通副大臣）
- 宮内秀樹 - 自民党所属（元農林水産副大臣）
- 山口俊一 - 自民党所属（元沖縄及び北方対策担当大臣）
- 穂坂泰 - 自民党所属（デジタル副大臣、内閣府副大臣）
- 保岡宏武 - 自民党所属
- 田中健 - 国民民主党所属
- 山崎誠 - 立憲民主党所属
- 松木謙公 - 立憲民主党所属（元農林水産大臣政務官）

#### 参議院議員（現職）
- 有村治子 - 自民党所属（元参議院環境委員長、女性活躍・行政改革・規制改革担当大臣）
- 石井準一 - 自民党所属（元参議院予算委員長）※中退
- 中田宏 - 自民党所属（元衆議院議員、横浜市長、環境副大臣）
- 田島麻衣子 - 立憲民主党所属

#### 国会議員（元職）
- 中尾栄一 - 自民党所属（元経済企画庁長官、通商産業大臣、建設大臣）
- 植竹繁雄 - 自民党所属（元外務副大臣）
- 川上義博 - 自民党、民主党所属（元内閣総理大臣補佐官）
- 島田三郎 - 自民党所属（元総務大臣政務官、元内閣府大臣政務官）
- 輿水恵一 公明党所属（元総務大臣政務官）
- 田中武雄 - 憲政会、立憲民政党所属（元運輸大臣）
- 長島一由 - 民主党所属（元衆議院議員、元逗子市長、映画監督、元フジテレビディレクター）
- 山之内毅 - 自民党所属
- 蓮舫 - 立憲民主党所属（元行政刷新担当大臣、民進党代表）

#### 地方政界
- 蝦名大也 - 北海道釧路市長 ※中退
- 斎藤文夫 - 元栃木県日光市長、元今市市長
- 相馬憲一 - 第7代大田原市長、第107代栃木県議会議長、元栃木県議会議員、第34代大田原市議会議長、元大田原市議会議員
- 千葉繁 - 第8代茨城県阿見町長、第25代阿見町議会副議長[1]
- 須藤昭男 - 群馬県みどり市長
- 荒木恵司 - 群馬県桐生市長
- 村越祐民 - 元千葉県市川市長、元衆議院議員
- 鹿間陸郎 - 千葉県東金市長
- 大木哲 - 神奈川県大和市長
- 臼井孝 - 元東京都あきる野市長
- 大勢待利明 - 東京都青梅市長
- 志村豊志郎 - 元東京都練馬区長
- 近藤弥生 - 東京都足立区長
- 山本亨 - 東京都墨田区長
- 本村賢太郎 - 神奈川県相模原市長、元衆議院議員
- 久住時男 - 元新潟県見附市長
- 石井直樹 - 元静岡県下田市長 ※中退
- 片岡聡一 - 岡山県総社市長
- 羽田皓 - 元広島県福山市長
- 国井益雄 - 山口県下松市長
- 遠藤彰良 - 徳島県徳島市長、元四国放送アナウンサー
- 岡崎誠也 - 元高知県高知市長
- 二場公人 - 福岡県田川市長
- 朝長則男 - 元長崎県佐世保市長
- 有村國知 - 滋賀県愛荘町長
- 鈴木章浩 - 元東京都議会議員
- 依田花蓮 - 新宿区議会議員
- 天野一 - 静岡県議会議員、元静岡県議会議長
- 鈴木憲 - 大阪府議会議員、元大阪府議会議長、元大阪維新の会総務会長 ※中退
- 関和典 - 元青森県西目屋村長
- 多田一彦 - 岩手県遠野市長

### 行政等
- 石榑利光（外交官、駐スロベニア大使、在ジッダ総領事）
- 江原功雄（外交官、駐モーリタニア大使、元イスタンブール総領事）
- 大塚聖一（外交官、駐レバノン大使、元ドバイ総領事、元バンクーバー総領事）
- 小野打泰子（航空自衛官、統合幕僚監部報道官、航空自衛隊第4術科学校長兼熊谷基地司令）
- 加藤重信（外交官、元駐ヨルダン特命全権大使、在シドニー総領事）
- 小林史武（国会職員、第21代参議院事務総長）
- 小林正雄（外交官、ガボン大使、元外務省大臣官房調査官）
- 島根玲子（外交官、外務省アジア大洋州局地域政策参事官主査）
- 髙橋功（東京都総務局長、東京都水道局長、東京都競馬社長、東京サマーランド社長）
- 多羅尾光睦（東京都副知事、東京都競馬社長、建設資源広域利用センター社長）
- 本清耕造（外交官、在ジュネーブ国際機関政府代表部大使、元外務省軍縮不拡散・科学部長）
- 矢野和彦（文部科学審議官、文部科学省大臣官房長、日本学生支援機構理事長代理）
- 米川忠吉（航空自衛官、第19代航空幕僚長）

### 経済
- 穐田誉輝（くふうカンパニー設立者・会長、元クックパッド社長、元カカクコム社長、エンジェル投資家）
- 浅沼新（東北銀行頭取、藍綬褒章受章）
- 井阪隆一（セブン&アイ・ホールディングス社長、元セブン-イレブン・ジャパン社長、日本経団連審議員会副議長）
- 池田隆之（太平洋興発元社長）
- 石田正範（CKD会長）
- 伊藤秀（パイロットコーポレーション社長）
- 伊藤英男（相鉄ローゼン社長）
- 井上高志（LIFULL創業者・社長、新経済連盟理事）
- 伊原木隆太（元天満屋社長）
- 今井正之（BNPパリバ銀行東京支店長）
- 岩岡洋志（新横浜ラーメン博物館設立者・社長）
- 上田智一（元船井電機社長）
- 江﨑晴城（曾宮一念研究家、藤枝江崎新聞店社長）
- 大木充（東京メトロポリタンテレビジョン社長）
- 大谷卓男（テーオーシー社長、星薬科大学理事長）
- 大野哲男（クラリアントジャパン社長）
- 大原あかね（大原美術館理事長）
- 大嶺満（沖縄電力社長、九州経済連合会副会長）
- 岡本洋三（さいか屋社長）
- 小澤裕美（R＆Z社長）
- 落合寛司（大広社長、TBWA\HAKUHODO社長）
- 勝田銀次郎（勝田商会創業者、第8代神戸市長）
- 川邊健太郎（ヤフー社長最高経営責任者、Zホールディングス社長最高経営責任者、日本IT団体連盟会長）
- 川崎健一郎（VSN社長、アデコ日本法人社長）
- 菊地敬一（ヴィレッジヴァンガード創業者・初代社長）
- 木下雄治（東急ストア社長）
- 國光浩三（EMシステムズ創業者・会長兼CEO）
- 倉富純男（西日本鉄道会長、九州経済連合会会長、日本バス協会副会長）
- 郷司浩平（日本生産性本部元会長）
- 小出伸一（セールスフォース・ジャパンCEO、日本ヒューレッドパッカード元社長）
- 河野淳一（河野製作所社長）
- 小路明善（アサヒグループホールディングス社長、日本経団連副会長）
- 小西國義（キュービーネットホールディングス創業者）
- 嵜岡邦彦（NISグループ社長）
- 三枝利行（東急不動産社長）
- 佐藤勝久（佐藤勝久事務所社長）
- 佐藤太一（プレイライフ創業者・CEO）
- 佐藤敏明（MUTOHホールディングス社長）
- 里見治（セガサミーホールディングス創業者・会長兼CEO、セガホールディングス会長CEO、日本アミューズメントマシン工業協会会長）　※中退
- 沢しおん（NETBANCO創業者・元代表取締役、作家、ゲームクリエイター）
- 紫関修（フレッシュネス社長、ファーストキッチン社長、ウェンディーズ日本法人社長、ゴルフパートナー副社長）
- 重光昭夫（ロッテホールディングス会長、千葉ロッテマリーンズ会長オーナー）
- 重光宏之（ロッテホールディングス副会長、日本チューインガム協会会長）
- 柴田秀利（ジャーナリスト、全日本学生演劇連盟理事長）
- 清水釘吉（清水組社長）
- 杉田敏（プラップジャパン社長）
- 袖山靖雄（東急リバブル社長、不動産流通経営協会理事長）
- 髙橋功（東京都競馬社長）
- 高松茂（三井不動産レジデンシャルサービス社長、マンション管理業協会副理事長）
- 多氣田力（コナミスポーツ&ライフ会長）
- 高津克幸（にんべん社長）
- 鷹城勲（日本空港ビルデング社長、藍綬褒章）
- 竹尾直章（BSIグループジャパン社長）
- 田島寿一（TASAKI社長）
- 田嶋譲太郎（日本ファイリング社長）
- 髙澤廣志（楽天グループ副社長、元楽天証券ホールディングス社長、元楽天生命保険社長）
- 高村彰典（サイバー・バズ創業者・社長）
- 田中優次（元西部ガス社長、日本ガス協会副会長）
- 田中亮一郎（第一交通産業社長）
- 塚本進（台湾国際角川書店総経理）
- 筒井剛（光陽社社長）
- 手塚治（東映社長）[2]
- 寺下史郎（アイ・アール ジャパンホールディングス設立者・社長・CEO）
- 土井正三郎（元三井信託銀行社長）
- 豊田達也（デンソー常務、トヨタグループ創業家）
- 中井川俊一（エイチ・エス証券社長、アスコット会長）
- 中内正（ダイエー創業者の子息、読売ジャイアンツ顧問）
- 中西武志（カーボンフリーコンサルティング創業者・CEO）
- 長尾章（ソルクシーズ共同創業者・社長、エクスモーション会長）
- 中野星子（アクセス国際ネットワーク社長）
- 長田裕之（アニバーサリー代表取締役）
- 中山圭史（サミー社長、セガサミーホールディングス副社長）
- 南雲玲生（ゲームクリエイター、ユードー代表取締役）
- 野村秀輝（株式会社ビューティガレージ代表取締役CEO兼COO）
- 塙昭彦（デニーズジャパン社長、イトーヨーカ堂取締役中国総代表）
- 鳩山玲人（トランス・コスモス取締役、サンリオ常務取締役、UUUM顧問）
- 原邦生（メリーチョコレートカムパニー会長）
- 平林久和（インターラクト代表取締役）
- 樋本達夫（小田急百貨店社長）
- 藤田晋（サイバーエージェント創業者・社長、新経済連盟副代表理事）
- 藤本真佐（デジタルハリウッド創業者・前CEO）
- 藤森康彰（共同印刷社長、日本印刷産業連合会会長）
- 星谷孝幸（サーパスゴルフ代表）
- 本間博夫（不二越会長[3]、日本ベアリング工業会会長）
- マキノ正幸（沖縄アクターズスクール設立者・校長）
- 間島弟彦（銀行家、歌人）
- 松尾省三（biid・大阪北港マリーナ・アイランドイン小豆島・ちょっとヨットビーチマリーナ江ノ島・レストラン「Hemingway」代表取締役）
- 松澤建（日本興亜損害保険会長・元社長、青山学院第15代理事長）
- 万代順四郎（三井銀行・帝国銀行頭取・会長、ソニー会長、青山学院第8代・第10代理事長）
- 三木浩（サステナジー代表取締役）
- 水口翼（サイブリッジ創業者・社長）
- 水田正道（パーソルホールディングス社長）
- 光本勇介（バンク創業者、STORES.jp創業者、hey創業者）
- 宮本佳代子（経営コンサルタント、宮本アソシエイツ代表；小泉孝太郎、小泉進次郎の実母）
- 森昌行（オフィス北野社長）
- 森川亮（元LINE社長、NHN Japan社長）
- 山形政弘（銀座山形屋社長）
- 山田治（サンリツ社長）
- 山田修（ミヨシ油脂社長）
- 山田眞次郎（インクス創業者・社長）
- 山本拓也（元サンフレッチェ広島社長）
- 吉岡晃（アスクル社長CEO、チャーム会長）
- 米山梅吉（三井信託創立者、ロータリークラブ創立者）

### 学者・教育
- 秋元美晴（国語学者、日本語教育研究者、恵泉女学園大学人文学部教授）
- 浅田栄次（英語学者、エスペランティスト、聖書学者、東京英和学校すなわち後の青山学院出身、青山学院神学部教授）
- 天野早紀（国文学者、山梨英和大学人間文化学部助教）
- 安藤孝四郎（元青山学院第17代理事長）
- 飯野守（英米法学者、文教大学情報学部教授）
- 飯野光浩（経済学者、静岡県立大学国際関係学部講師）
- 伊藤敬也（国際私法学者、青山学院大学法学部准教授）
- 内山義英（経済学者、青山学院大学国際政治経済学部教授）
- 大木金次郎（元青山学院大学学長・第13代理事長・第11代院長、元文部省私立大学審議会会長）
- 太田達人（教育者、元大阪府第一中学校・元秋田県立秋田中学校・元秋田県立横手中学校・元樺太庁大泊中学校などの校長）
- 大森明（会計学者、横浜国立大学経営学部教授）
- 大山英樹（国文学者、共立女子短期大学専任講師）
- 小笠原弘幸（歴史学者、九州大学大学院人文科学研究院准教授、樫山純三賞）
- 奥田劔志郎（法学者、憲法学者）
- 岡田哲蔵（英文学者、宗教哲学者、1889年東京英和学校卒業、1899年青山学院教師、『青山学院五十年史』編集委員）
- 尾崎真理子（文芸評論家、早稲田大学文化構想学部教授、芸術選奨文部科学大臣賞）
- 各務洋子（経営学者、駒澤大学学長）
- 加治佐敬（経済学者、京都大学大学院農学研究科教授、大平正芳記念賞、日本農業経済学会学術賞）
- 抱井尚子（心理学者、青山学院大学国際政治経済学部教授）
- 佐藤俊夫（会計学者、元国士舘大学・元同大短期大学学長）
- 片山浄見（教育者、片山学園理事長）
- 片山宏行（国文学者、青山学院大学文学部教授、名誉教授）
- 加藤康男（理工学者、資生堂戦略担当主幹研究員）
- 川井章弘（日本語学者、恵泉女学園大学人文学部准教授）
- 河西邦人（経営学者、札幌学院大学学長）
- 河合敦（高校教師、歴史作家、歴史研究家）
- キハラハント愛（国際法学者、東京大学大学院総合文化研究科教授、元日本平和構築協会事務局長）
- 小林ミナ（教育学者、早稲田大学国際学術院教授、日本語教育学会副会長）
- 高橋尚代（教育学者、青山学院大学地球社会共生学部空間情報クラスター教授、元ニッポン放送アナウンサー）
- 稀代麻也子（中国六朝文学研究者、筑波大学大学院人文社会科学研究科准教授）
- 黒嶋敏（歴史学者、東京大学史料編纂所准教授）
- 黒田祥子（経済学者、早稲田大学教育学部教授）
- 小林和幸（歴史学者、青山学院大学文学部教授）
- 古坂嵓城（教育者、青山学院第10代院長・第12代理事長）
- 佐久間康夫（英文学者、演劇学者、青山学院大学文学部教授）
- 佐藤直子（専修大学経済学部教授、第15回コムソフィア賞受賞）
- 篠原進（国文学者、青山学院大学文学部教授、名誉教授）
- 島田大助（日本近世文学者、豊橋創造大学情報ビジネス学部教授）
- 申惠丰（国際法学者、青山学院大学法学部教授）
- 杉野文俊（保険学者、元専修大学商学部教授）
- スティーブ・ソレイシィ（ビジネス・ブレークスルー大学教授、著作家、英語講師）
- 須田敏子（経営学者、青山学院大大学院教授）
- 飛田茂雄（米文学者、中央大学名誉教授）
- 杉田敏（英語教育家、NHKラジオ第2放送『実践ビジネス英語』講師）
- 杉山和也（国文学者、順天堂大学スポーツ健康科学部准教授）
- 鈴木一郎（西洋古典学者、翻訳家、青山学院大学助教授、津田塾大学教授、恵泉女学園大学教授、旧制青山学院専門部卒）
- 阪本浩（歴史学者、青山学院大学学長）
- 東方敬信（神学者、青山学院大学大学宗教主任・総合文化政策学部教授）
- 高岡美佳（経営学者、立教大学経営学部教授）
- 高木美也子（科学者、日本大学大学院総合科学研究科教授、コメンテーター）
- 田村哲（気象学者、海洋学者、米国気象庁専門官、カーネギー研究所顧問、東京高等師範学校教授、早稲田大学講師、1896年旧制青山学院高等科卒）
- 團勝磨（発生生物学者、東京都立大学学長、1922年旧制中学部＝現・青山学院中等部・高等部卒）
- 血脇守之助（歯科医師、東京歯科大学創立者）
- 冨田弘一郎（天文学者、元東京天文台講師）
- 永池健二（日本古典文学（歌謡史・歌謡文芸の研究）研究者、奈良教育大学教育学部教授）
- 長崎玄弥（英語教育者）
- 中村登志哉（政治学者、名古屋大学グローバルメディア研究センター長・教授、グローバル・ガバナンス学会会長）
- 生江孝之（社会福祉学者、青山学院第9代理事長、日本女子大学教授、旧制青山学院神学部卒）
- 野村昭夫（経済学者、東京経済大学名誉教授）
- 春木猛（国際法学者、青山学院大学教授、青山学院常務理事)
- 廣木一人（国文学者、青山学院大学文学部教授、名誉教授）
- 福島洋尚（商法学者、早稲田大学大学院法務研究科教授）
- 藤井史果（国文学者、大東文化大学文学部専任講師）
- 帆苅基生（国文学者、弘前大学教育学部国語教育講座助教）
- 堀場勇夫（財政学者、青山学院大学名誉教授、総務省地方財政審議会会長）
- 増田知子（政治学者、名古屋大学総長補佐・教授、日本政治学会理事）
- 松本茂（コミュニケーション教育学者、立教大学経営学部教授）
- 宮澤淳一（音楽評論家、青山学院大学総合文化政策学部教授）
- 八巻正治（社会福祉学者、尚絅学院大学名誉教授、ラブリー・チャペル元牧師）
- 山田昌裕（日本語文法学者、恵泉女学園大学人文学部准教授）
- 山本啓介（和歌文学者、青山学院大学文学部教授）
- 湯淺墾道（英米法学者、明治大学ガバナンス研究科教授、元九州国際大学副学長、情報法制研究所参与）
- 吉川武男（会計学者、横浜国立大学名誉教授）
- 吉波弘（言語学者、青山学院大学文学部教授）
- 鷲津名都江（英文学者、目白大学外国語学部教授・目白大学大学院言語文化学科教授）
- 野口和彦（政治学者、群馬県立女子大学国際コミュニケーション学部教授）
- 中山俊宏（国際政治学者、慶應義塾大学総合政策学部教授、防衛省参与）
- 並木浩一（評論家、桐蔭横浜大学現代教養学環教授）
- 芳賀良（商法学者、横浜国立大学大学院国際社会科学研究院教授、岩田合同法律事務所客員弁護士、アイネス監査役）
- 松永エリック・匡史（音楽家、青山学院大学地球社会共生学部教授）
- 松本麻子（国文学者、聖徳大学文学部教授）
- 松森奈津子（政治学者、静岡県立大学国際関係学部准教授、第31回サントリー学芸賞思想・歴史部門受賞）
- 森平爽一郎（経済学者、慶應義塾大学名誉教授、元日本保険・年金リスク学会会長）
- 長谷川美貴（化学者、青山学院大学理工学部教授、足立賞受賞）
- 土山實男（国際政治学者、青山学院大学名誉教授、佐伯賞受賞）
- 林正義（経済学者、東京大学大学院経済学研究科教授、元財務省財務総合政策研究所総括主任研究官）
- 堀真理子（英文学者、青山学院大学経済学部教授）
- 宮川葉子（日本古典文学者、淑徳大学国際コミュニケーション学部教授、関根賞受賞）
- 長尾雄一郎（国際政治学者、防衛省防衛研究所第1研究部第1研究室長）
- 大野由夏（経済学者、北海道大学大学院経済学研究科准教授、元米国ライス大学経済学部助教授）
- 八木功治（商学者、松山短期大学学長、四国地区大学野球連盟会長）
- 八木良太（経営学者、流通経済大学経済学部教授、元・音楽ディレクター）
- 山口しのぶ（教育経済学者、東京工業大学環境・社会理工学院教授、国連大学サステイナビリティ高等研究所所長）
- 横大道聡（憲法学者、慶應義塾大学大学院法務研究科教授）
- 米山明日香（言語学者、青山学院大学社会情報学部准教授）
- 若松伸哉（国文学者、愛知県立大学日本文化学部教授）

### 司法
- 飯塚勝（弁護士、元横浜地方裁判所川崎支部部総括判事、青山学院大学法務研究科教授）
- 大貫裕仁（弁護士、ニューヨーク州弁護士、西村あさひ法律事務所マネージングパートナー、日本弁護士連合会事務次長）
- 金﨑浩之（弁護士、テレビ朝日「スーパーモーニング」コメンテーター）
- 大谷美紀子（弁護士、元日本女性法律家協会副会長、国連フォーラム幹事）

### 宗教
- 阿部義宗（牧師、青山学院第6代院長）
- 大川従道（牧師、神学校教師）
- 小方仙之助（宣教師、青山学院第3代院長・初代理事長）
- 千葉勇五郎（牧師、関東学院院長）
- 中田重治（牧師、リバイバリスト、ホーリネス教会の創始者） ※中退
- 平田平三（牧師、青山学院第3代理事長）
- 別所梅之助（牧師、賛美歌作家）
- 真鍋頼一（牧師、青山学院第11代理事長）
- 山口昇（牧師、神学校教師）
- 湯浅与三（牧師、湯浅治郎の子、湯浅一郎、湯浅八郎、湯浅十郎の弟）

### 文学
- 浅見帆帆子（エッセイスト）
- 金沢克彦（スポーツライター）
- 高森龍夫（編集者）
- 永谷脩（スポーツライター）
- 夏目房之介（漫画家、漫画評論家）
- 澤宮優（ノンフィクション作家、スポーツライター）

### 小説家
- あさのあつこ（児童文学作家、野間児童文芸賞・日本児童文学者協会賞受賞）
- 佐藤多佳子（児童文学作家）
- 杉本鉞子（作家、アメリカでの日本人初のベストセラー作家）
- 風見潤（作家、翻訳家）
- 柴田よしき（推理作家）
- 堂場瞬一（小説すばる新人賞受賞）
- 姫野カオルコ（直木賞受賞）
- 藤原審爾（直木賞受賞）
- 北条裕子（群像新人文学賞受賞）
- 松浦理英子（読売文学賞受賞）
- 森村誠一（江戸川乱歩賞受賞）
- 渡辺啓助（推理作家）
- 川原礫
- 菊地秀行
- 桐生典子
- 幸田露伴
- 竹河聖
- 伊達一行
- 津原泰水
- 新津きよみ（徳間文庫大賞）

### ジャーナリスト
- 石田雄太（スポーツジャーナリスト）
- 梅原淳（鉄道著作家、ジャーナリスト）
- 大内順子（ジャーナリスト、ファッション評論家）
- 岡崎五朗（モータージャーナリスト）
- 勝部領樹
- 河上清（国際ジャーナリスト、労働運動家、旧制青山学院高等科）
- 鬼沢慶一（芸能ジャーナリスト）
- 草柳文恵
- 原子林二郎（ジャーナリスト、ロシア語翻訳家、ドクトル・ジバゴを初邦訳）
- 峯村健司（ジャーナリスト、朝日新聞中国総局特派員、ボーン・上田記念国際記者賞）
- 横田由美子

### 脚本家
- 一色伸幸
- 黒岩勉
- 斉藤ひろし
- 大良美波子
- 平田研也

### 放送作家
- 内田ぼちぼち
- 海老原靖芳
- 北原ゆき
- つかはら
- 村上卓史
- 山田美保子

### 詩人
- ねじめ正一（詩人、小説家、直木賞等受賞）
- 楠かつのり（詩人、映像作家）
- 伊藤比呂美
- 小柳玲子 ※中退

### 俳人
- 櫂未知子
- 北大路翼
- 倉橋羊村

### 歌人
- 九螺ささら[4]
- 小島なお[5]
- 佐佐木頼綱[要出典]

### 文化
- 新井啓文（プロ雀士）
- 松本吉弘（プロ雀士、渋谷ABEMAS所属）
- 唐沢俊一（評論家、コラムニスト）
- 山本七平（評論家、菊池寛賞受賞）
- 北原照久（おもちゃ鑑定士、ブリキのおもちゃ博物館館長）
- 淡路修三（囲碁棋士）
- 谷川治恵（元女流棋士）
- FISHBOY（ダンサー、コレオグラファー）

### 芸術
- 團伊玖磨（作曲家、随筆家、1937年旧制中学部入学）
- 千葉節子（詩人、美術家、ポエトリーリーディングアートパフォーマー）
- 秋山実（写真家）
- 鈴木脩一（アニメプロデューサー）
- 夢ら丘実果（画家）
- 脇田和（洋画家、1922年旧制中学部中退）
- あさの☆ひかり（漫画家、元グラビアアイドル）
- 武富健治（漫画家）
- ツガノガク（漫画家）

### 芸能
- 和泉元彌（狂言師）
- 四代目市川翠扇（舞踏家）
- 大島璃音（ウェザーニュースLiVEキャスター）
- 津田信敏（舞踏家）
- ノゾエ征爾（劇作家、演出家）
- 中屋敷法仁（演出家、脚本家）※中退
- 長嶺ヤス子（舞踏家）
- 野溝さやか（演出家、タレント、アイドル）
- 野村太一郎（狂言師）
- 十代目三宅藤九郎（狂言師）
- 尾上紫（日本舞踊家、女優）
- 島地勝彦（編集者、作家、実業家）
- 越智暁（テレビプロデューサー）
- 城朋子（日本テレビプロデューサー）
- 堀内貴之（ラジオパーソナリティ）
- 奥山大史（映画監督）
- 金子雅和（映画監督）
- 長久允（映画監督、CMプランナー）
- 髙木駿輝(映画監督)
- 宏洋（映画監督、大川隆法の長男）

### 役者

#### 俳優
- 椎名桔平
- 神敏将
- 鈴木浩介
- 高橋克典（俳優、歌手） ※中退
- 井出卓也
- 宇賀那健一（俳優、映画監督）
- 沖田浩之 ※二部中退
- 大月ウルフ（俳優、ピアニスト、フジ子・ヘミングの実弟）
- 大野しげひさ（俳優、タレント、司会者）
- 一ノ瀬颯
- 今泉洋
- 内田勝正
- 浅沼晋平
- 加藤精三（俳優、声優）
- 木戸大聖
- 南條豊 ※経済学部
- 竹脇無我
- 田中隆三
- 久松保夫（青二塾初代塾長）
- 藤田玲（俳優、歌手、DUSTZ）
- 福山廉士
- 堀越涼（舞台俳優）
- 前川泰之
- 正名僕蔵
- 松田洋治 ※中退
- 森廉
- 吉田友一
- 流山児祥（俳優、演出家、劇作家）
- 渡辺大
- 渡哲也
- spi（俳優、歌手、モデル）
- 高橋健介
- 賀来賢人 ※中退
- 上杉柊平
- 勝野洋
- 北原隆 ※文学部中退
- 田畑孝
- 宮崎達也

#### 女優
- 夏川かほる
- 八木昌子
- 吉岡奈都美（女優、元競泳選手）
- 神保美喜
- 乙黒えり
- 浅井江理名
- 今村美乃
- 前田愛
- 松下恵
- 麻生祐未
- 安倍萌生
- 玄理（女優、タレント）
- 川島なお美 ※二部
- 黒澤美澪奈（女優、元てれび戦士、元さくら学院）
- 佐藤絵里佳（女優、モデル）
- 佐藤佳奈子（女優、タレント、フジコーズの卒業メンバー） ※理工学部
- 田村翔子
- 筒井真理子 ※中退
- 寺島しのぶ（ベルリン国際映画祭最優秀女優賞受賞）
- 名取裕子
- 星野真里
- ホラン千秋（女優、タレント）
- 山賀琴子
- 横山めぐみ ※二部
- 香野麻里
- 新穂えりか
- 澁谷果歩（セクシー女優、元東京スポーツ記者）
- 美村伊吹（セクシー女優、ストリッパー、グラビアアイドル）
- 馬渕有咲（元女優）
- 結木さくら（元アイドル、中野風女シスターズ、風男塾〈桜司爽太郎〉）

#### 歌舞伎役者
- 十代目坂東三津五郎 ※中退
- 尾上菊之助
- 六代目片岡市蔵 ※中退

#### 声優
- 綾乃あゆみ
- 大原さやか[6]
- 飯野美紗子（NOW ON AIR）
- 鈴木弘子
- 堀絢子
- ユリン千晶
- 茜屋日海夏
- 鈴夏あや
- さとうあい
- 諸星すみれ[7]
- 高尾奏音

### 落語家
- 二代目桂枝太郎
- 六代目三遊亭円楽
- 三遊亭遊史郎

### タレント
- 斎藤ゆき
- 檜木萌
- 椿彩奈
- 姫宮みちり
- 三幣恵理愛
- 新井恵理那（キャスター）
- 井口綾子（グラビアアイドル）
- 玉木碧（キャスター）
- 笹木かおり（女優）
- 平田実音（女優）※文学部
- 後藤香南子（グラビアアイドル）※法学部
- 小林恵美（グラビアアイドル）
- 惣田紗莉渚（アイドル、元SKE48）
- 一色萌（アイドル、XOXO EXTREME）
- ゆっきゅん（アイドル、電影と少年CQ）
- 後藤楽々（フリーアナウンサー、元SKE48)
- 浅野杏奈（女優、元マジカル・パンチラインメンバー）

#### お笑いタレント
- 大竹まこと（中退）
- ピグモン勝田
- にしおかすみこ
- 村上健志（フルーツポンチ）

### モデル

#### ファッションモデル
- 樋場早紀
- 岡田真寿美（元モデル、タレント）
- 西舘さをり（モデル、タレント）
- 太田莉菜（モデル、タレント、女優）
- 朝倉匠子（モデル、タレント）
- 近藤しづか（モデル、デザイナー）
- 岡田紗佳（モデル、タレント、プロ雀士）
- Mie（JJモデル）

#### グラビアアイドル
- 川奈栞
- 渋谷ゆり
- 亜里沙（グラビアアイドル、女優）
- 伊藤桃（グラビアアイドル、タレント、鉄道著作家）
- 海江田純子（グラビアアイドル、レースクイーン）
- 後藤梨花（グラビアアイドル、レースクイーン）
- 中條明香（グラビアモデル、レースクイーン）
- 白川未奈（グラビアアイドル、プロレスラー）

### 音楽

#### シンガーソングライター
- 桑田佳祐（サザンオールスターズ）　※除籍
- ナシル
- 扇愛奈
- 鈴木友里絵
- 浜田麻里
- 槇原敬之 ＊2部中退
- 岡北有由
- 浜口庫之助
- 原田真二
- 大西洋平 ※中退

#### 作曲家
- 加賀爪タッド
- 瀬上純（Crush 40）
- 小形誠
- 佐藤礼央
- 篠原眞
- 田中カレン
- 筒美京平
- 平岡精二
- 渡辺俊幸
- くじら (作曲家)

#### 作詞家
- 石原信一
- 橋本淳
- 弥勒
- 竜真知子

#### 音楽プロデューサー
- 長戸大幸（ビーイングの創始者）
- 宮田繁男（元オリジナル・ラヴ）
- 高浪慶太郎（元ピチカート・ファイヴ）
- 加茂啓太郎
- 佐々木潤

#### 歌手
- 秋元薫（歌手、作詞家、作曲家）
- 加藤シゲアキ（NEWS）
- 川島如恵留（Travis Japan）
- 古賀力（シャンソン歌手、訳詞家）
- 鷲津名都江（小鳩くるみ）（童謡歌手、タレント）
- 鎌田章吾
- 桜井健二
- 武元唯衣（櫻坂46）
- tohko
- ペギー葉山
- ステファニー
- 星野奏子（歌手、作詞家） ※夜間部卒
- 菅原進（ビリーバンバン） ※中退

#### 演奏家
- アニャンゴ（ボーカリスト、ニャティティ演奏家）
- 千代正行（ギタリスト、作曲家、編曲家） ※中退
- マサ小浜（ギタリスト、作曲家）
- 川上洋平（ボーカリスト、ギタリスト、［Alexandros］）
- 田中豊雪（ベーシスト、元T-SQUARE）
- 中村正人（ベーシスト、DREAMS COME TRUE）
- 後藤次利（ベーシスト、作曲家、編曲家、音楽プロデューサー） ※中退
- 原由子（ボーカリスト、キーボーディスト、サザンオールスターズ）
- 関口和之（ベーシスト、ウクレリアン、サザンオールスターズ）
- 大森隆志（ボーカリスト、ギタリスト、サザンオールスターズ） ※夜間部中退

#### ミュージシャン
- 小西康陽（ピチカート・ファイヴ元リーダー）
- 佐々木クリス
- 中村健佐
- 神森徹也
- 斎藤誠
- TOKMA

### スポーツ

#### 野球
現役選手
- 吉田正尚（ボストン・レッドソックス）
- 杉本裕太郎（オリックス・バファローズ）
- 石川雅規（東京ヤクルトスワローズ）
- 加藤匠馬（中日ドラゴンズ）
- 東條大樹（千葉ロッテマリーンズ）
- 泉口友汰（読売ジャイアンツ）
- 下村海翔（阪神タイガース）
- 中島大輔（東北楽天ゴールデンイーグルス）
- 佐々木泰（広島東洋カープ）
- 西川史礁（千葉ロッテマリーンズ）

引退選手
- 清原幸治（元社会人野球選手）
- 大崎雄太朗
- 小川博
- 金子洋平
- 久古健太郎
- 楠城祐介
- 小林賢司
- 高島毅
- 高田博久
- 冨田康祐
- 中尾敏浩
- 井上雄介
- 内山正博
- 吉田直喜
- 南渕時高
- 坂巻明　※中退
- 渡邉雄大

指導者・関係者
- 小久保裕紀（福岡ソフトバンクホークス監督）
- 大田垣耕造（シドニーオリンピック野球日本代表監督）
- 岡野勝俊（Honda鈴鹿硬式野球部：ヘッドコーチ）
- 岡野祐一郎（中日ドラゴンズ：スカウト）
- 井口資仁（千葉ロッテマリーンズ：元監督）
- 奈良原浩（福岡ソフトバンクホークス：コーチ）
- 河原井正雄（同学硬式野球部：元監督）
- 藤倉多祐（白鷗大学：野球部元監督）
- 澤﨑俊和（広島東洋カープ：元コーチ）
- 川越英隆（千葉ロッテマリーンズ：元コーチ）
- 清水将海（福岡ソフトバンクホークス：コーチ）
- 坪井智哉（横浜DeNAベイスターズ：元コーチ）
- 倉野信次（福岡ソフトバンクホークス：元コーチ）
- 城石憲之（東京ヤクルトスワローズ：コーチ）　※中退
- 松山秀明（福岡ソフトバンクホークス：コーチ）
- 斉藤学（福岡ソフトバンクホークス：コーチ）
- 高須洋介（味全ドラゴンズ：コーチ）
- 小窪哲也（広島東洋カープ：コーチ）
- 木村龍治（Honda硬式野球部：コーチ）
- 山室公志郎（学法石川高：元コーチ）
- 高市俊（北海道日本ハムファイターズ：打撃投手）
- 前里史朗（千葉ロッテマリーンズ：ブルペン捕手）
- 小池翔大（千葉ロッテマリーンズ：ブルペン捕手）
- 志田宗大（読売ジャイアンツ：スコアラー）
- 横川史学（読売ジャイアンツ：球団職員）
- 山岸穣（埼玉西武ライオンズ：球団職員）
- 加藤領健（福岡ソフトバンクホークス：スカウト）
- 円谷英俊（読売ジャイアンツ：スカウト）
- 髙山健一（広島東洋カープ：スカウト）
- 荒金久雄（福岡ソフトバンクホークス：球団職員）
- 中川隆治（千葉ロッテマリーンズ：スカウト）
- 小林徹（習志野高：監督）

#### ラグビー
- 岩渕健輔（元日本代表主将、日本ラグビー協会常務理事）
- 川尻竜太郎（元レフリー）
- 伊藤真（7人制日本代表）
- 前田樹（レフリー）
- 高野祥太（浦安D-Rocks所属）
- 高橋敏也（リコーブラックラムズ東京所属）
- 古賀駿汰（クボタスピアーズ所属）
- ラベマイまこと（女子日本代表、横河武蔵野アルテミ・スターズ所属）
- 小西想羅（女子日本代表、横河武蔵野アルテミ・スターズ所属）
- 津久井萌（女子日本代表、横河武蔵野アルテミ・スターズ所属）

#### サッカー
サッカー部に所属していた人物については、Category:青山学院大学体育会サッカー部の選手を参照のこと。
現役選手
- 大木勉（廿日市FC）
- 中村祐人（TSWペガサス）
- 武田英二郎（横浜FC）
- 田坂祐介（ジェフユナイテッド市原・千葉）
- 津田和樹（FC町田ゼルビア）
- 下地奨（BECテロ・サーサナFC）
- 新裕太朗（福島ユナイテッドFC）
- 荒木大吾（京都サンガF.C.）
- 平田俊英（横浜スポーツ&カルチャークラブ）
- 村山浩史（横河武蔵野FC）
- 山田修平（アルビレックス新潟シンガポール）
- 小泉佳穂（浦和レッドダイヤモンズ）
- 後藤田亘輝（水戸ホーリーホック）

引退選手・指導者・関係者
- 上田栄治（日本代表元監督、日本サッカー協会女子委員会委員長）
- 和田一郎（サッカー指導者）
- 福永泰（サッカー指導者）
- 芳賀敦（栃木SC：コーチ）
- 仲田建二（水戸ホーリーホック：ヘッドコーチ）
- 堀井岳也（ヴァンフォーレ甲府：コーチ）
- 池田太
- 川合孝治
- 公文裕明
- 戸倉健一郎
- 加賀見健介
- 川鍋良祐
- 北村隆二
- 須田剛史
- 奈良林寛紀
- 高沢尚利
- 三浦淳宏 ※中退

#### バスケットボール
| 現役選手 - 竹田謙（横浜ビー・コルセアーズ） - 佐藤託矢（信州ブレイブウォリアーズ） - 岡田優介（アースフレンズ東京Z） - 広瀬健太（サンロッカーズ渋谷） - 荒尾岳（広島ドラゴンフライズ） - 渡邉裕規（宇都宮ブレックス） - 橋本竜馬（レバンガ北海道） - 辻直人（群馬クレインサンダーズ） - 伊藤駿（秋田ノーザンハピネッツ） - 福田真生（西宮ストークス） - 比江島慎（宇都宮ブレックス） - 小林遥太（名古屋ダイヤモンドドルフィンズ） - 畠山俊樹（越谷アルファーズ） - 張本天傑（名古屋ダイヤモンドドルフィンズ） - 永吉佑也（京都ハンナリーズ） - 野本建吾（群馬クレインサンダーズ） - 鵤誠司（宇都宮ブレックス） - 船生誠也（琉球ゴールデンキングス） - 安藤周人（名古屋ダイヤモンドドルフィンズ） - 前田悟（富山グラウジーズ） - 柏倉哲平（滋賀レイクスターズ） - ウィタカケンタ（鹿児島レブナイズ） | 引退選手・指導者・関係者 - 長谷川健志（元バスケットボール男子日本代表監督） - 外山英明 - 小宮邦夫 - 青野文彦 - 正中岳城 - 山田哲也 - 鈴木鉄夫 - 佐藤賢次 - 佐藤稔浩 - 大屋秀作 - 熊谷宜之 - 湊谷安玲久司朱 |

#### バレーボール
| 現役選手 - 小島満菜美（LOVBソルトレイク） - 今村優香 - 佐藤彩乃（クインシーズ刈谷） - 吉岡可奈 - 野嶋華澄（NECレッドロケッツ川崎） - 立石優華（クインシーズ刈谷） - 花澤佳奈 - 山中宏予（埼玉上尾メディックス） - 目黒安希（埼玉上尾メディックス） | 引退選手・指導者・関係者 - 矢野美紀（同学女子バレーボール部：監督） - 中野照子（同学女子バレーボール部：コーチ） - 秋山美幸（同学女子バレーボール部：コーチ） - 横手直子 - 土田望未 - 近藤志歩 - 比金桃子 - 比金みなみ - 及川真夢 |

#### 陸上競技
- 秋山雄飛
- 安藤悠哉
- 飯田貴之
- 一色恭志
- 岩見秀哉
- 太田蒼生
- 小椋裕介
- 小野田勇次
- 梶谷瑠哉
- 神野大地
- 神林勇太
- 岸本大紀
- 久保田和真
- 黒田朝日
- 近藤幸太郎
- 佐藤一世
- 塩出翔太
- 下田裕太
- 鈴木塁人
- 高橋宗司
- 田中悠登
- 田村和希
- 鶴川正也
- 出岐雄大
- 中倉啓敦
- 中村友哉
- 中村唯翔
- 中村祐紀
- 野村昭夢
- 橋詰大慧
- 林奎介
- 藤川拓也
- 森田歩希
- 横田俊吾
- 吉田圭太
- 吉田祐也
- 若林宏樹

#### その他のスポーツ
- 厳斗一（テコンドー選手）
- 長谷川恒平（レスリング選手）
- 中邑真輔（プロレスラー）
- ハイパーミサヲ（プロレスラー）
- 諸岡奈央（元空手選手）
- 平木理化（プロテニス選手）
- 愛甲霞（プロテニス選手）
- 星野美香（卓球選手）
- 宮部行範（元スピードスケート選手）
- 河合彩（元フィギュアスケートアイスダンス選手、長野五輪代表、元日本テレビアナウンサー）
- 石浦宏明（レーシングドライバー）
- 中嶋大祐（元レーシングドライバー）
- 北井裕子（乗馬選手、ミキハウス所属）
- 八代照子（ゴルファー）
- 桑田泉（プロゴルファー、野球部OB）
- 永井大介（オートレース選手）
- 木村衣里（元競泳選手、1992年バルセロナオリンピック日本代表）
- 森久子（元バドミントン選手、バルセロナオリンピック日本代表）
- 澤田千優（総合格闘家）

### アナウンサー・キャスター
NHK
- 斎藤希実子（NHKアナウンサー）
- 筒井亮太郎（NHKアナウンサー）
- 花田恵吉（NHKアナウンサー・NHK放送センター国際放送局）
- 広瀬靖浩（NHKアナウンサー）
- 藤井彩子（NHKアナウンサー）
- 藤崎弘士（NHKアナウンサー）
- 宮崎浩輔（NHKアナウンサー）
- 山口寛明（NHKアナウンサー・NHK放送センター国際放送局）
- 和田穂佳（NHKアナウンサー）
- 渡部英美（元NHKエグゼクティブアナウンサー）

在京局
- 小栗泉（日本テレビ報道局政治部デスク・ニュースキャスター）
- 森鮎子（日本テレビ・報道局国際部所属）
- 城朋子（BS日テレ専務取締役、元日本テレビプロデューサー）
- 河出奈都美（日本テレビアナウンサー）
- 市川寛子（テレビ朝日広報部・元アナウンサー）
- 岡田洋子（テレビ朝日社員・元アナウンサー）
- 紀真耶（テレビ朝日アナウンサー）
- 田中真理子（元テレビ朝日アナウンサー）
- 堂真理子（テレビ朝日アナウンサー）
- 久冨慶子（テレビ朝日アナウンサー）
- 山崎弘喜（テレビ朝日アナウンサー）
- 江藤愛（TBSアナウンサー）
- 佐古忠彦（TBS報道局編集部プロデューサー/元アナウンサー）
- 高野貴裕（TBSアナウンサー）
- 日比麻音子（TBSアナウンサー）
- 皆川玲奈（TBSアナウンサー）
- 山本里菜（TBSアナウンサー）
- 反町理（フジテレビ報道局取材センター政治部編集委員兼解説委員、ニュースキャスター）
- 梅津弥英子（フジテレビアナウンサー）
- 上法玄（フジテレビ報道局記者）
- 田淵裕章（フジテレビアナウンサー）
- 能村庸一（フジテレビプロデューサー・元アナウンサー）
- 三田友梨佳（フジテレビアナウンサー）
- 井上清華（フジテレビアナウンサー）
- 松丸友紀（テレビ東京アナウンサー）
- 竹﨑由佳（テレビ東京アナウンサー、元関西テレビアナウンサー）
- 嶺百花（テレビ東京アナウンサー、元お天気キャスター）

地方局
- 石田和外（静岡朝日テレビアナウンサー）
- 井上琢己（高知放送アナウンサー）
- 牛山美耶子（信越放送アナウンサー）
- 内山絵里加（静岡放送アナウンサー）
- 恩田千佐子（中京テレビ放送アナウンサー）
- 金井一世 (福井テレビジョン放送アナウンサー)
- 影平晶（九州朝日放送報道部記者・元アナウンサー）
- 鎌田紗綾（富山テレビ放送アナウンサー）
- 川口満里奈（山形放送アナウンサー）
- 黒木千晶（讀賣テレビ放送アナウンサー）
- 外賀幸一（宮城テレビ放送アナウンサー）
- 児玉勝司（広島テレビ放送社員・元アナウンサー）
- 有田優理香（広島テレビ放送アナウンサー）
- 西口真央（広島テレビ放送アナウンサー）
- 小寺右子（朝日放送アナウンサー）
- 菰田玲子（元テレビ静岡アナウンサー）
- 佐伯りさ（南海放送アナウンサー）
- 桜井宏（北海道放送アナウンサー）
- 佐野佳世（新潟放送社員・元アナウンサー）
- 柴柳二郎（テレビ岩手アナウンサー）
- 堰八紗也佳（北海道放送アナウンサー）
- 卓田和広（北海道放送アナウンサー）
- 舘山聖奈（関西テレビアナウンサー）
- 田中みずき（RKB毎日放送アナウンサー）
- 田中玲美（GyaOアナウンサー）
- 玉置佑規（東北放送アナウンサー、元長崎文化放送アナウンサー）
- 遠野愛（福岡放送アナウンサー）
- 中村昌秀（東海テレビ放送編成局アナウンス部長・元報道部解説委員・元アナウンサー）
- 西尾佳（長野放送アナウンサー）
- 西尾知亜紀（北陸放送アナウンサー）
- 西尾菜々美（名古屋テレビアナウンサー）
- 浜中順子（福島テレビアナウンサー）
- 浜本徳子（元宮城テレビ放送アナウンサー）
- 早川美幸（元静岡第一テレビアナウンサー）
- 本田奈也花（RKB毎日放送アナウンサー）
- 望木聡子 （名古屋テレビアナウンサー）
- 吉田和史（宮古テレビアナウンサー）

フリー
- 青池奈津子（フリーアナウンサー、元中部日本放送アナウンサー）
- 伊藤里奈（フリーアナウンサー）
- 今泉清保（フリーアナウンサー）
- 今井美桜（フリーアナウンサー、2017年度ミス青山学院大学グランプリ）
- 王理恵（スポーツキャスター）
- 大滝奈穂（フリーアナウンサー）
- 大林奈津子（フリーアナウンサー）
- 小川彩佳（フリーアナウンサー、元テレビ朝日アナウンサー）
- 小野慶子（フリーアナウンサー）
- 川添麻美（元RKB毎日放送アナウンサー）
- 木佐彩子（フリーアナウンサー、元フジテレビアナウンサー）
- 久慈暁子（フリーアナウンサー、元フジテレビアナウンサー）
- 北川千晶（フリーアナウンサー、元富山テレビ放送アナウンサー）
- 小林麻耶（フリーアナウンサー、元TBSアナウンサー）
- 小林美絵子（リポーター）
- 佐野由希子（フリーアナウンサー）
- 佐藤充宏（フリーアナウンサー）
- 柴田恵理（フリーアナウンサー、元九州朝日放送アナウンサー）
- 柴田奈津子（元フリーアナウンサー、元岡山放送アナウンサー）
- 新保友映（フリーアナウンサー、元ニッポン放送アナウンサー）
- 菅原牧子（元TBSアナウンサー、日本大学芸術学部特任教授）
- 高崎一郎（元ニッポン放送プロデューサー兼パーソナリティー）
- 多賀公人 （フリーアナウンサー、元瀬戸内海放送アナウンサー）
- 滝川クリステル（フリーアナウンサー、元共同テレビアナウンサー）
- 滝本沙奈（フリーアナウンサー）
- 武岡智子（フリーアナウンサー）
- 竹脇昌作（元NHKアナウンサー）
- 竹脇義果（元ラジオ関東アナウンサー→のちに障害者ヨットセーラーに転向）
- 田中順子（フリーアナウンサー）
- 田中みな実（フリーアナウンサー、女優、元TBSアナウンサー）
- 田宮富士江（フリーアナウンサー、元三重エフエム放送アナウンサー）
- 堤信子（フリーアナウンサー、元福岡放送アナウンサー）
- 豊崎由里絵（フリーアナウンサー、元毎日放送アナウンサー）
- 中島そよか（フリーアナウンサー、元WOWOW契約アナウンサー、元山梨放送アナウンサー）
- 中村明美（元福岡放送アナウンサー）
- 名切万里菜（フリーアナウンサー、元福島テレビアナウンサー）
- 西岡明彦（スポーツコメンテーター、フットメディア代表取締役）
- 袴田彩会（フリーアナウンサー、元東北放送アナウンサー）
- 平光淳之助（フリーアナウンサー、元NHKアナウンサー）
- 福田貴子（経済ジャーナリスト、元BS朝日ニュースキャスター、ジャパンビジネスラボ代表取締役）
- 福田成美（フリーアナウンサー）
- 瓶子和美（フリーアナウンサー、元中部日本放送アナウンサー）
- 堀友理子（フリーアナウンサー、元朝日放送アナウンサー）
- 松田朋恵（フリーアナウンサー、元フジテレビアナウンサー）
- 三浦茉莉（フリーアナウンサー、元東海テレビ放送アナウンサー）
- 村上知奈美（フリーアナウンサー）
- 本川清花（フリーリポーター）
- 森武史（元讀賣テレビ放送アナウンサー）
- 森麻季（フリーアナウンサー、元日本テレビアナウンサー）

気象予報士
- 元井美貴（気象予報士）
- 弓木春奈（気象予報士、ウェザーマップ）

### その他
- 青山まり（ブラジャー研究家）
- 明石伸子（日本マナー・プロトコール協会理事長、NHK経営委員）
- 江上栄子（料理研究家、江上料理学院院長）
- 金塚晴子（和菓子研究家）
- ケンジ・ステファン・スズキ（環境活動家） ※中退
- Naokiman（YouTuber、作家）
- 永瀬隆（陸軍通訳）
- 中谷マリ（占星術師）
- 宏洋（俳優、YouTuber、バー経営者、ホスト）
- BLACK（ヨーヨー世界チャンピオン、シルク・ドゥ・ソレイユ アーティスト、TEDスピーカー）
- 堀賢一（ワイン研究者）
- 多和田悟（「盲導犬クイールの一生」のモデルとなった盲導犬訓練士） ※中退
- 中村武彦（ブルー・ユナイテッドCEO、国際スポーツビジネスアントレプレナー、大学講師）

## 教員
※青山学院大学出身の教員は出身者#学者・教育の欄に掲載。 

### 創設者
- ドーラ・E・スクーンメーカー（米国メソジスト監督教会宣教師）
- ジュリアス・ソーパー（神学部教授・米国メソジスト監督教会宣教師）
- ロバート・S・マクレイ（東京英和学校総理（初代院長）、米国メソジスト監督教会宣教師）
- ジョン・F・ガウチャー（モルガン州立大学、ガウチャー大学創立者、米国メソジスト監督教会宣教師）
- 米山梅吉（財団法人緑岡小学校（現・青山学院初等部）創設者）
- 本多庸一（青山学院第2代院長、日本メソヂスト教会初代監督）
- 津田仙（農学者、キリスト者）

### 国際政治経済学部
- 押村高（元副学長、教授）
- 古城佳子（教授）
- 友原章典（教授）
- 末田清子（教授）
- 瀬尾佳美（准教授）

### 文学部
- 大江元貴（准教授）
- 大屋多詠子（教授）
- 小野寺典子（教授）
- 小松靖彦（教授）
- 寺澤盾（教授）
- 外岡尚美（教授）
- 結城正美（教授）
- 露崎俊和（教授）
- 韓京子（教授）
- 佐藤泉（教授）
- 澤田淳（教授）
- 高田祐彦（教授）
- 武内佳代（教授）
- 滝澤みか（准教授）
- 日置俊次（教授）
- 山口一樹（准教授）
- 山崎藍（教授）
- 青木敦（教授）
- 広瀬大介（教授）
- 三浦哲哉（教授）
- 水野千依（教授）
- 大川道代（准教授）

### 法学部
- 小薗康範（教授）
- 木山泰嗣（教授）
- 葛野尋之（教授）
- 塩谷直也（教授）
- 浜辺陽一郎（教授）
- 薮口康夫（教授）
- 住吉雅美（教授）
- 松田憲忠（教授）

### 経済学部
- 遠藤光暁（教授）
- 伊藤萬里（教授）
- 落合功（教授）
- 高嶋修一（教授）
- 中村まづる（教授）
- 元山斉（教授）
- 西川雅史（教授）

### 経営学部
- 山本寛（教授）
- 稲葉由之（教授）

### 理工学部
- 鈴木正（教授）
- 横田和彦（教授）

### 総合文化政策学部
- 井口典夫（教授）
- 茂牧人（教授）
- 團紀彦（教授）
- 鳥越けい子（教授）
- 中野昌宏（教授）
- 福岡伸一（教授）
- 宮澤淳一（教授）

### 教育人間科学部
- 稲垣中（教授）
- 小針誠（教授）
- 鈴木宏昭（教授）
- 入不二基義（教授）
- 繁桝江里（教授）

### 地球社会共生学部
- 原晋（教授、同学陸上競技部長距離ブロック監督）
- 藤原淳賀（教授）
- 松永エリック・匡史（教授）
- 村上広史（教授、元国土地理院長）

### コミュニティ人間科学部
- 河島茂生（准教授）
- 西山利佳（准教授）

### 国際マネジメント研究科
- 黒岩健一郎（教授）
- 宮副謙司（教授）

### 会計プロフェッショナル研究科
- 蟹江章（教授）

### 特任・客員教授
- 岡本行夫（青山学院大学特別招聘教授、元内閣官房参与、元内閣総理大臣補佐官）
- 榊原英資（青山学院大学特別招聘教授、元財務官）
- 青木保（前文化庁長官、文化人類学者）
- 猪木武徳（経済学者、大阪大学名誉教授）
- 白川方明（第30代日本銀行総裁、経済学者）
- 垣水純一（法学研究科特任教授）

## 元教員
※青山学院大学出身の教員は出身者#学者・教育の欄に掲載。

### 神学部（1943年廃止）
- 浅田栄次（元教授、東京英和学校卒）
- 左近義慈（元教授）
- 左近義弼（名誉教授）
- 高木壬太郎（元教授、青山学院第4代院長）
- 山田寅之助（元教授）
- 渡辺善太（元神学部長）
- 比屋根安定（元教授）
- 気賀重躬（元教授）
- アーサー・ダニエル・ベリー（元神学部長）
- 大村勇（元神学部長）

### 国際政治経済学部
- 飯田敬輔（元教授）
- 池田清（元教授）
- 石倉洋子（元教授、一橋大学名誉教授、デジタル監）
- 小宮隆太郎（元教授）
- 猪木正道（元教授）
- 永井陽之助（元教授）
- 新保生二（元教授、元経済企画審議官、正四位瑞宝重光章受章）
- 袴田茂樹（元教授）
- 山本吉宣（元教授）
- 渡辺泰造（元教授）
- 村田良平（元教授、元外務事務次官、元駐米日本大使）
- 土山實男（元教授）
- 小原信（元教授）
- 羽場久美子（元教授）
- 川勝昭平（名誉教授、元教授）
- 館龍一郎（名誉教授）
- 渡辺昭夫（名誉教授）
- 伊藤憲一（名誉教授）
- 小倉和夫（元外務審議官、元駐韓国大使）
- 菊池努（副学長、教授）
- 木村光彦（教授、元神戸大学教授）
- 仙波憲一（教授）
- 高木誠一郎（教授）

### 文学部
- 浅野順一（元神学科〔現存せず〕教授）
- 中野康司（元英米文学科教授）
- 沼田哲（元史学科教授）
- 野田壽雄（元教授）
- 野呂芳男（元神学科〔現存せず〕教授）
- 原田敬一（元英米文学科教授）
- 三上次男（元史学科教授）
- 三浦哲哉（比較芸術学科准教授）
- 三笠宮崇仁親王（オリエント史）
- 平田雅博（史学科教授）
- 冨山太佳夫（英米文学科教授）
- 佐伯真一（日本文学科教授、名誉教授）
- 大上正美（日本文学科教授、名誉教授）
- 近藤泰弘（日本文学科教授、名誉教授）
- 土方洋一（日本文学科教授、名誉教授）
- 武藤元昭（元学長、日本文学科教授、名誉教授）
- 矢嶋泉（日本文学科教授、名誉教授）
- 安田尚道（日本文学科教授、名誉教授）
- 荒井献（元助教授）
- 加藤楸邨（元女子短大国文科教授）

### 法学部
- 田中愛治（元教授）
- 高窪貞人（元教授、総研センター室長）
- 春木猛（元教授）
- 田中誠二（元教授、一橋大学名誉教授）
- 石井光（元教授、名誉教授）
- 大平善梧（名誉教授、元学長、一橋大学名誉教授）
- 日下喜一（名誉教授）
- 佐藤和男（名誉教授）
- 中村芳昭（名誉教授）
- 半田正夫（元理事長、元学長、弁護士）
- 森泉章（名誉教授）
- 三木義一（元学長、弁護士）
- 西澤宗英（教授、弁護士）
- 宮澤節生（法務研究科教授）
- 久保欣哉（元法学部長、一橋大学名誉教授）
- 新倉修（法務研究科教授、弁護士）
- 山崎敏彦（法務研究科教授、弁護士）
- 廣瀬久和（教授、東京大学名誉教授）
- 菊池純一（教授）

### 経済学部
- 森田優三（元教授、勲一等瑞宝章）
- 石畑良太郎（名誉教授、元教授、元社会政策学会代表幹事）
- 坂本百大（名誉教授、元教授、日本生命倫理学会設立発起人代表）

### 経営学部
- 鵜澤昌和（名誉教授、元同学学長）
- 宋連玉（名誉教授）
- 福井武弘（教授、元総務省統計局長、元内閣府沖縄総合事務局長）

### 理工学部
- 天坂格郎（名誉教授、元オペレーションズマネジメント＆ストラテジー学会会長）
- 岡田昌志（名誉教授、元副学長）
- 國岡昭夫（元学長、元日本私立学校振興・共済事業団理事長、元大東文化学園理事長）
- 薩摩順吉（理工学部教授）
- 橋本修（理工学部教授）
- 林洋一（理工学部教授）

### 総合政策学部
- 小林康夫（元特任教授 2015ー2022、東京大学名誉教授）
- 鈴木博之（元教授、東京大学名誉教授）
- 箭内道彦
- 小野田摂子

### 社会情報学部
- 村川久子（元教授）
- 佐伯胖（元東京大学大学院教授）

### 元講師
- 鈴木清（教育者、医師）

## 名誉博士号授与者
- クリストファー・パッテン（オックスフォード大学名誉総長、第28代香港総督、政治家）
- 金鍾泌（大韓民国元国務総理）
- 李姫鎬（大韓民国金大中大統領夫人）
- ワンガリ・マータイ（女性環境保護活動家、ノーベル平和賞受賞者）
- アダム・ロバーツ（国際政治学者、英国学士院総裁、オックスフォード大学教授）
- 阿部志郎（社会福祉学者、明治学院理事長、日本社会福祉学会長、キリスト教功労者）
- 高俊明（英語版）（台湾長老派教会叙任牧師）
- 坂田道太（衆議院議員、厚生大臣、文部大臣）